# 紹平
紹平（1434年—1439年）是大越国后黎朝太宗黎元龙的第一个年号，共计6年。

## 纪年
| 紹平 | 元年   | 2年    | 3年    | 4年    | 5年    | 6年    |
| 公历 | 1434年 | 1435年 | 1436年 | 1437年 | 1438年 | 1439年 |
| 干支 | 甲寅   | 乙卯   | 丙辰   | 丁巳   | 戊午   | 己未   |